# 布尔沙伊德 (卢森堡)
布尔沙伊德（法語：Bourscheid）是卢森堡东北部的一个市镇和小镇，属于迪基希县。 
位于村庄附近的布尔沙伊德城堡是卢森堡最大的城堡，是默兹河和莱茵河之间最重要的中世纪城堡之一。

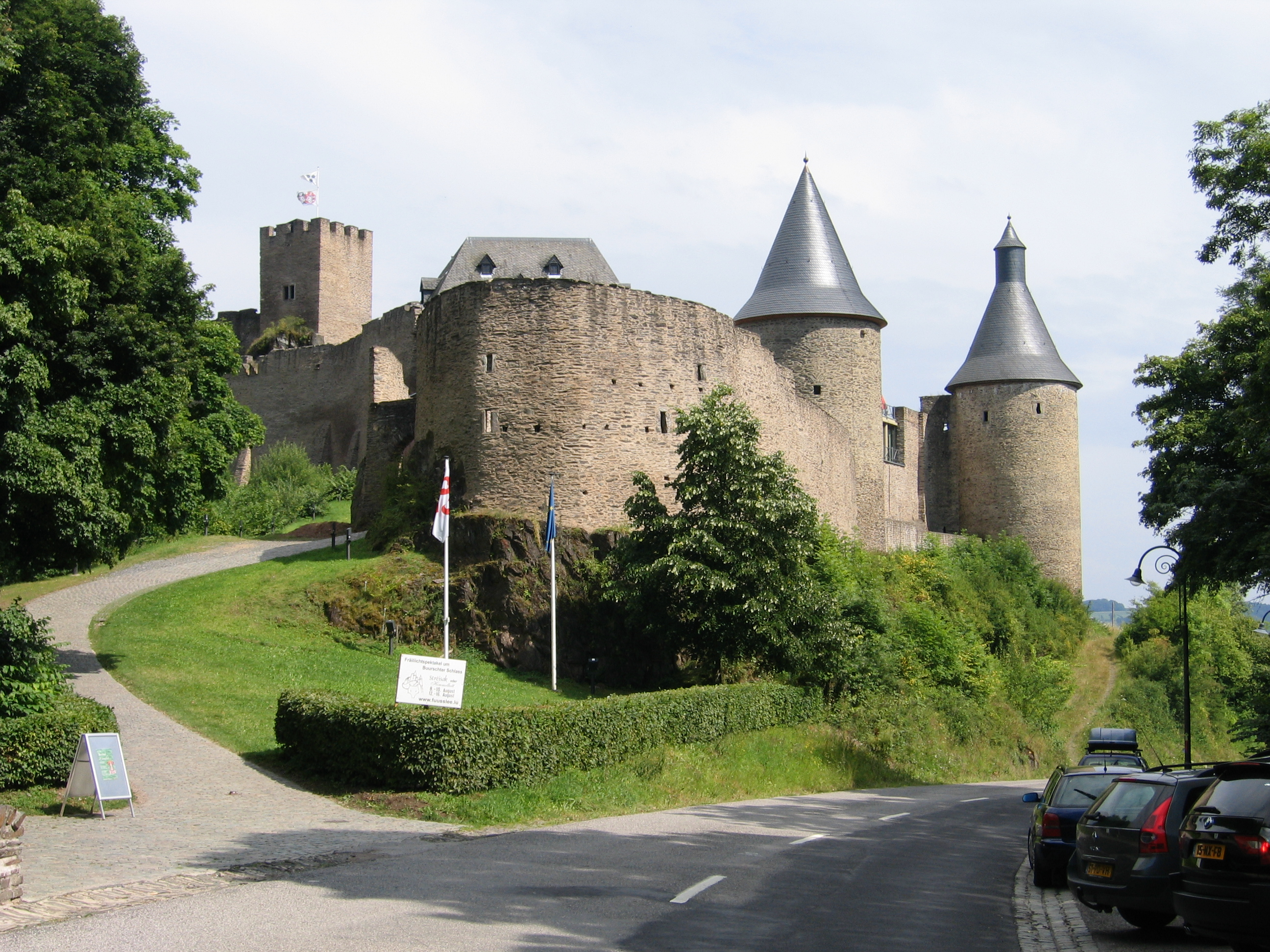
布尔沙伊德城堡